# Обертання (телесеріал)
Обертання (англ. Spinning Out) — американський драматичний телевізійний серіал про фігурне катання, створений Самантою Страттон. Прем'єра першого сезону відбулася на Netflix 1 січня 2020 року.
У серіалі головну роль, Кет Бейкер, зіграла Кая Скоделаріо. Кет — молода фігуристка на ковзанах, яка зазнає серйозної травми та погоджується на пропозицію продовжити кар'єру у парному спортивному катанні, приховуючи історію психічних захворювань своєї сім'ї.

## Сюжет
Після того як падіння та серйозна травма майже ставить крапку в її кар'єрі, фігуристка Кет Бекер, вирішує виступати в парі з талановитим партнером, чим ставить під загрозу розкриття своєї давньої сімейної таємниці, який може знищити все її життя. На льоду і поза ним Кет та її новий партнер, Джастін Девіс, зіткнуться з жахливими травмами тіла і душі, фінансовими проблемами та психічними зривами на шляху до втілення своєї «олімпійської мрії».

## Актори та персонажі

### Основний склад[2]
| Актор                | Персонаж      | Опис |
| -------------------- | ------------- | --- |
| Кая Скоделаріо       | Кет Бейкер    | фігуристка, що виступала в одиночному катанні, але після травми переходить у парне спортивне фігурне катання; приховує, що має біполярний розлад |
| Віллоу Шилдс         | Серена Бейкер | молодша сестра Кейт, виступає в одиночному фігурному катанні                                                                                     |
| Еван Родерік         | Джастін Девіс | фігурист, що виступає в парному фігурному катанні; партнер Кет, закоханий в неї                                                                  |
| Девід Джеймс Елліотт | Джеймс Девіс  | батько Джастіна; власник нерухомості, в тому числі готелю, де працює Кет                                                                         |
| Сара Райт            | Менді Девіс   | мачуха Джастіна та друга дружина Джеймса, народила від нього доньку; рієлтор                                                                     |
| Світлана Єфремова    | Даша Федорова | тренер Кет та Джастіна; Олімпійська чемпіонка з фігурного катання; переїхала до США з СРСР                                                       |
| Аманда Чжоу          | Джен          | найкраща подруга Кет; закохана у Джастіна; виступала в одиночному фігурному катанні, але через травму стегна залишила спорт                      |
| Мітчелл Едвардс      | Маркус Холмс  | друг та колега Кет, був у неї закохани; залишає медичне навчання, заради перспектив у спорті                                                     |
| Дженьюарі Джонс      | Керол Бейкер  | мати Кет та Серени; колишня фігуристка, що виступала в одиночному катанні; страждає біполярним розладом                                          |
| Вілл Кемп            | Мітч Сандерс  | тренер Серени; зустрічається з Керол |

### Другорядний склад
- Джеймі Шампань у ролі Дрю Девіса — молодший брат Джастіна; брат-близнюк Рейда, хокеїст
- Джон Шампань у ролі Рейда Девіса —молодший брат Джастіна; брат-близнюк Джеймі, хокеїст
- Джонні Вейр в ролі Габріеля Річардсона — фігурист, партнер Лії, приятель Джен та Джастіна
- Захра Бентам в ролі Алани — дівчина Маркуса, працює на Менді
- Морган Келлі[en] як Реджі — батько Серени
- Оскар Хсу як Пітер Ю — батько Джен, власник магазину
- Буде Боуз як Брент Фішер — друг Маркуса
- Чарлі Хьюсон як доктор Паркер — лікар фігуристів
- Елі Браун[en] як Дейв

## Виробництво

### Створення
11 жовтня 2018 року оголошено, що Netflix виробив серіал, що складається з десяти епізодів. Серіал був створений Самантою Страттон, яка також мала виступати як співавтор з Ларою Олсен. Страттон і Олсен також були готові співпрацювати з Джобі Гарольдом і Торі Тунелл, а Метт Шварц виступав у ролі співвиконавчого продюсера. Виробничою компанією мала бути Safehouse Pictures.

### Кастинг
Поряд з оголошенням про замовлення серіалу було підтверджено, що в серіалі зіграє Емма Робертс. 31 жовтня 2018 року повідомлялося, що Робертс відмовилася від участі через конфлікт із плануванням графіку зйомок. У грудні 2018 року було оголошено, що Кая Скоделаріо буде заміняти Робертс в ролі Кет Бейкер. Також повідомлялося, що Уіллоу Шилдс, Еван Родерік, Джонні Вейр, Сара Райт Олсен, Вілл Кемп, Кейтлін Ліб, Аманда Чжоу та Мітчелл Едвардс будуть зніматися в основному складі. 16 січня 2019 року повідомлялося, що Дженьюарі  Джонс приєдналася до акторського складу та зіграє одну з головних ролей. 21 лютого 2019 року було оголошено, що Світлана Єфремова та Чарлі Хьюсон будуть брати участь у серіалі.

### Дублери фігуристів
Ряд канадських фігуристів виступали в дублюванні акторів під час виконання елементів фігурного катання. Серед них Мішель Лонг (одиночне фігурне катання) та Елізабет Путнам (одиночне фігурне катання та спортивні пари) дублювали Каю Скеделаріо в ролі Кет Бейкер, а Кім Дегуаз Левеллі виконувала стрибки за Скеделаріо і Уїллоу Шилдс як Серени Бейкер. Ділан Московіч дублював Евана Родеріка (роль Джастіна Девіса). Канадська пара Евелін Валш/Трент Мішо дублювали парні елементи Кет та Джастіна. Інші дублери: Ліліка Дженг дублює Аманда Чжоу (Джен Ю), Емма Каллен за Дженьюарі  Джонс ролі Керол Бейкер, а Медлін Шизас за Кейтлін Ліб (Лію Старнс).

### Зйомки
Зйомка серіалу відбулася з 28 січня по 16 травня 2019 року в Торонто, Онтаріо. Деякі сцени знімалися на гірськолижному курорті Blue Mountain в Онтаріо, Канада.

## Сприйняття
На вебсайті з агрегування рецензій Rotten Tomatoes має рейтинг схвалення 63 % за перший сезон із середнім рейтингом 6,5 / 10, виходячи з 16 відгуків. На сайті Metacritic середньозважена оцінка: 47 зі 100 на основі 4 критиків, що вказує на «змішані або середні відгуки».